# 西久保くにかず
西久保 くにかず（にしくぼ くにかず、1975年11月8日 - ）は、日本の俳優、タレント、お笑い芸人。
放映新社 所属。大阪府出身。A型。 介護タクシー代表、介護福祉士、土木施工管理者など 資格を30種類以上取得しており 多彩な人物。2017年お笑いコンビみのクニ屋結成。

## 出演

### 映画
- 天使のいる図書館（2016年）松尾 役
- 新・ミナミの帝王（2016年）チンピラ 役

### テレビドラマ
- 狩矢父娘シリーズ 第18作「京都〜神戸プロポーズ殺人事件!」（2017年4月）萬田 役（「神戸お見合いクルーズ」参加者）
- 人間の証明（2017年4月）記者 役
- 平成細雪（2017年4月）警察官 役

### テレビ
- バリバラ〜障害者情報バラエティー〜（2018年）

### CM
- 住宅宣言吉島・代打編（広島テレビ住宅展示場）（2017年3月）
- nexco西日本「重量超過車両による橋へのダメージ」篇（2018年）
- モノタロウ・建設編